# K3 (groupe)
K3 est un groupe féminin belgo-néerlandais de musique pop d'expression néerlandaise, composé de Hanne Verbruggen, Marthe De Pillecyn et Julia Boschman. En plus de la musique, elles sont également au cœur de nombreux films de cinéma, séries télévisées et comédies musicales. Le style caractéristique et l'iconicité de K3 reposent sur le fait que les trois filles portent la plupart du temps la même tenue, et qu'elles sont traditionnellement une rousse, une brune et une blonde. Tout au long de sa carrière, K3 s'est fait une place dans la culture pop néerlandaise et belge, devenant l'un des groupes les plus populaires du Benelux. Le nom du groupe est dérivé des initiales des prénoms des trois premiers membres de 1998 : Karen Damen, Kristel Verbeke et Kathleen Aerts.
Kathleen Aerts quitte la formation en mars 2009. Elle est remplacée par Josje Huisman plus tard dans l'année après avoir remporté l'audition de l'émission de télé-réalité K2 Zoekt K3. Le 6 novembre 2015, Karen, Kristel et Josje sont remplacées par Hanne Verbruggen, Klaasje Meijer et Marthe De Pillecyn après être devenues les gagnantes de K3 Zoekt K3. Le 9 février 2021, Klaasje annonce son départ de K3 et une autre audition de télé-réalité a été organisée la même année pour trouver un nouveau membre. Parmi plus de 22 000 participants, Julia Boschman remporte le concours et devient membre du groupe.

## Historique

### L'ascension vers la gloire (1998-2002)
Le groupe a été fondé par Niels William en 1997. Il s'appelait à l'origine Mascara et était composé de Karen Damen, Kristel Verbeke et Kelly Cobbaut. Leur intention était de former une sorte de version flamande des Spice Girls. Après avoir repris une chanson, Kelly a quitté le groupe pour aller à l'université. Elle était censée être remplacée par Deborah Ostrega, mais celle-ci s'est immédiatement retirée après avoir signé le contrat, car elle ne voulait pas chanter en néerlandais. Finalement, William a réussi à trouver Kathleen Aerts comme remplaçante et, comme quelqu'un avec un «K» comme lettre initiale s'est joint au groupe, ils ont décidé de changer le nom du groupe en K3 le 13 novembre 1998. Le premier single était Wat ik wil (Ce que je veux). Cette sortie n'a pas eu beaucoup de succès.
En 1999, K3 participe à la sélection pour l'entrée belge au concours Eurovision de la chanson avec leur chanson Heyah Mama. La chanson n'est pas bien reçue par l'un des juges, qui qualifie les filles de "produits de viande assortis". Néanmoins, Heyah Mama est sortie en single et devient le premier grand succès du groupe, atteignant la deuxième place du classement flamand Ultratop 50, restant 25 semaines. Sa popularité grandit rapidement. Environ un an après être devenu célèbre en Flandre, K3 devient également célèbre aux Pays-Bas.
Le groupe K3 est connu pour être le premier groupe pop à avoir percé au sommet des charts sans avoir été diffusé par les chaînes de télévision musicales classiques. Ses auteurs-compositeurs sont Miguel Wiels, Alain Vande Putte et Peter Gillis.

### Rejoindre Studio 100 (2002-2009)

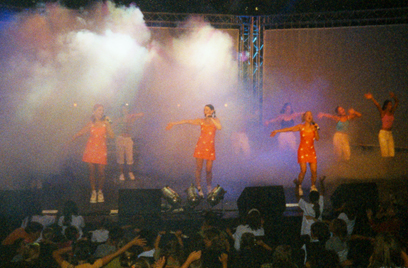
K3 en concert à Ostende - 2001

En 2002, Niels William a vendu le groupe à Studio 100, une société de production télévisuelle flamande pour des programmes, films et comédies musicales néerlandais et belges.
K3 a connu de nombreux succès et a sorti neuf albums. Leur huitième album, Ya Ya Yippee, s'est vendu à plus de 50 000 exemplaires en préventes au Benelux. Le neuvième album, Kusjes (Kisses), s'est vendu à 20 000 exemplaires. Ils ont également sorti plusieurs DVD avec des clips vidéo, des comédies musicales, des films et des séquences spécialement enregistrées. K3 a un programme télévisé pour enfants appelé De wereld van K3 (Le monde de K3).
En 2006, une fête a été organisée à Plopsaland, un parc d'attractions populaire, pour célébrer le dixième anniversaire de Studio 100. Lors de l'événement, les membres du groupe ont inauguré le musée K3 qui donne un aperçu de leur carrière. On peut y voir des interviews, des vêtements et des accessoires des films, notamment les scooters aériens du film K3 en het Magische Medaillon (K3 et le médaillon magique). Leurs certifications d'or et de platine peuvent également être vues.
En 2007, une équipe de Madame Tussauds de Londres a pris les mesures des membres du groupe pour les statues de cire. K3 les a dévoilées au musée Madame Tussauds Amsterdam la même année. En 2008, le groupe a célébré son 10e anniversaire avec le spectacle 10 jaar K3 (10 ans de K3). Il a également été célébré à Plopsaland.

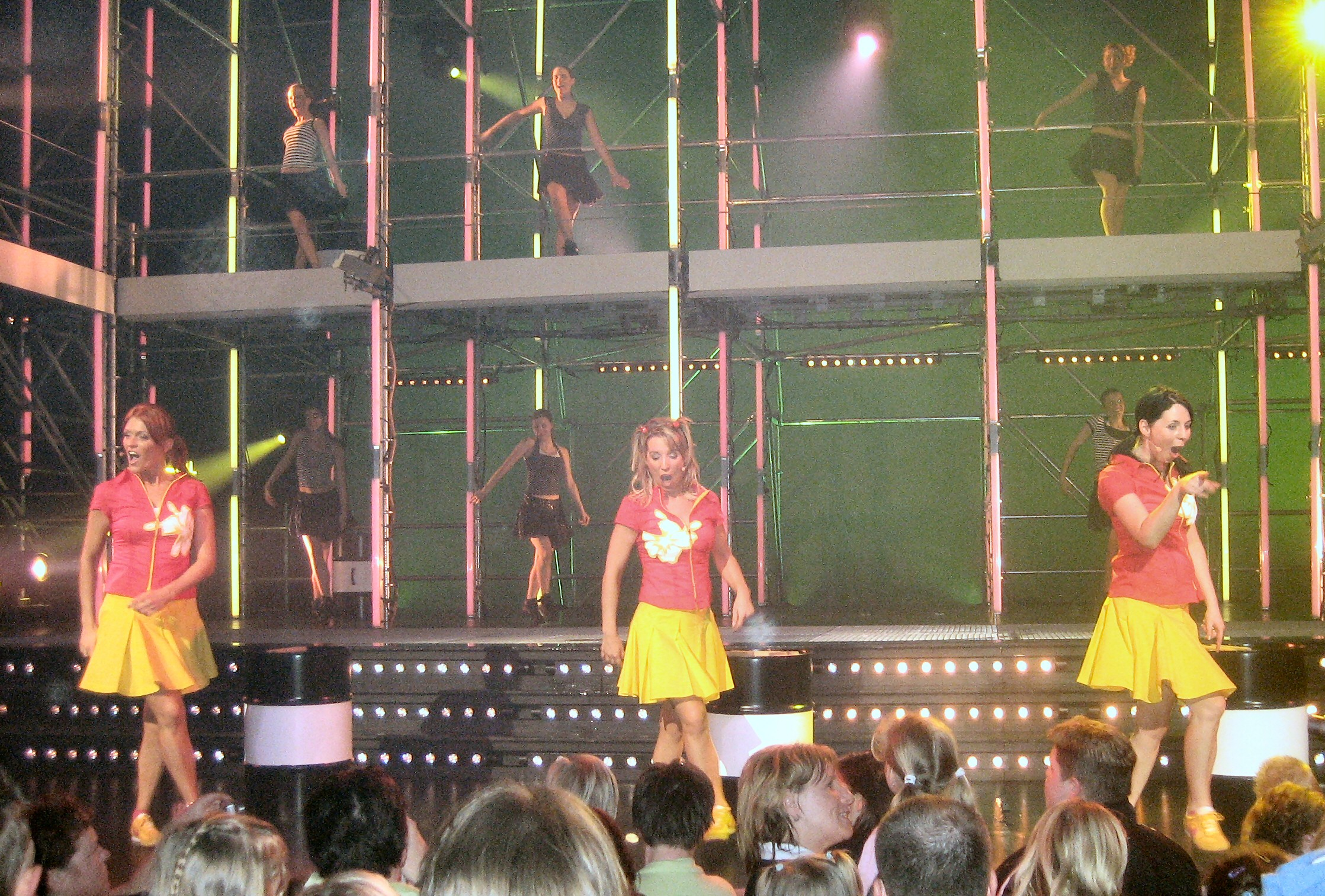
K3 en concert à Hasselt - avril 2006

### Changement de composition (2009)
Le 23 mars 2009, Kathleen a annoncé son départ lors d'une conférence de presse. «C'était une décision difficile, après tout, j'ai donné les meilleures années de ma vie à K3. Les gens changent et la vie est en mouvement constant; j'ai 30 ans maintenant et, après dix ans, il est temps de passer à autre chose". Elle a fait ses deux dernières apparitions avec K3 en juin lors d'un showcase au Studio 100 au Rotterdam Ahoy.
Karen et Kristel ont alors cherché une remplaçante à la télévision par le biais d'une émission de télé-crochet intitulée K2 zoekt K3 (K2 à la recherche de K3). Dans l'épisode final, la Néerlandaise Josje Huisman a été choisie comme la nouvelle membre de K3.

### De nouveaux succès (2010-2014)
Le premier single avec Huisman dans le groupe, «MaMaSé!», est devenu un énorme succès, atteignant la première place pendant six semaines consécutives aux Pays-Bas et pendant sept semaines en Belgique. Il s'est classé dans le top trois des classements de fin d'année des deux pays. L' album du même nom est entré dans les classements de fin d'année des deux pays en 2009, 2010 et 2011.
En 2010, K3 a tourné de nouveaux épisodes pour leur talk-show pour enfants (cette fois avec Josje) et a également lancé sa propre sitcom intitulée "Hallo K3", dans laquelle ils représentent des versions fictives d'eux-mêmes vivant dans le même bâtiment et essayant d'équilibrer une vie normale avec le fait d'être des superstars. Un nouveau single du même nom est également sorti sur l'album Eyo!.
En 2011, ils ont joué dans la première comédie musicale en 3D au monde, basée sur Alice au pays des merveilles de Lewis Carrol. En 2012, ils ont sorti leur album Engeltjes (petits anges) accompagné de leur quatrième film K3 Bengeltjes. En 2013, ils ont sorti leur album Loko Le et leur cinquième film K3 Dierenhotel (Hôtel K3 pour animaux).
En 2014, ils ont également lancé une nouvelle émission de télévision non scénarisée, «K3 kan het!» (K3 peut le faire!), dans laquelle ils voyagent à travers la Belgique et les Pays-Bas pour aider les enfants à réaliser leurs rêves.

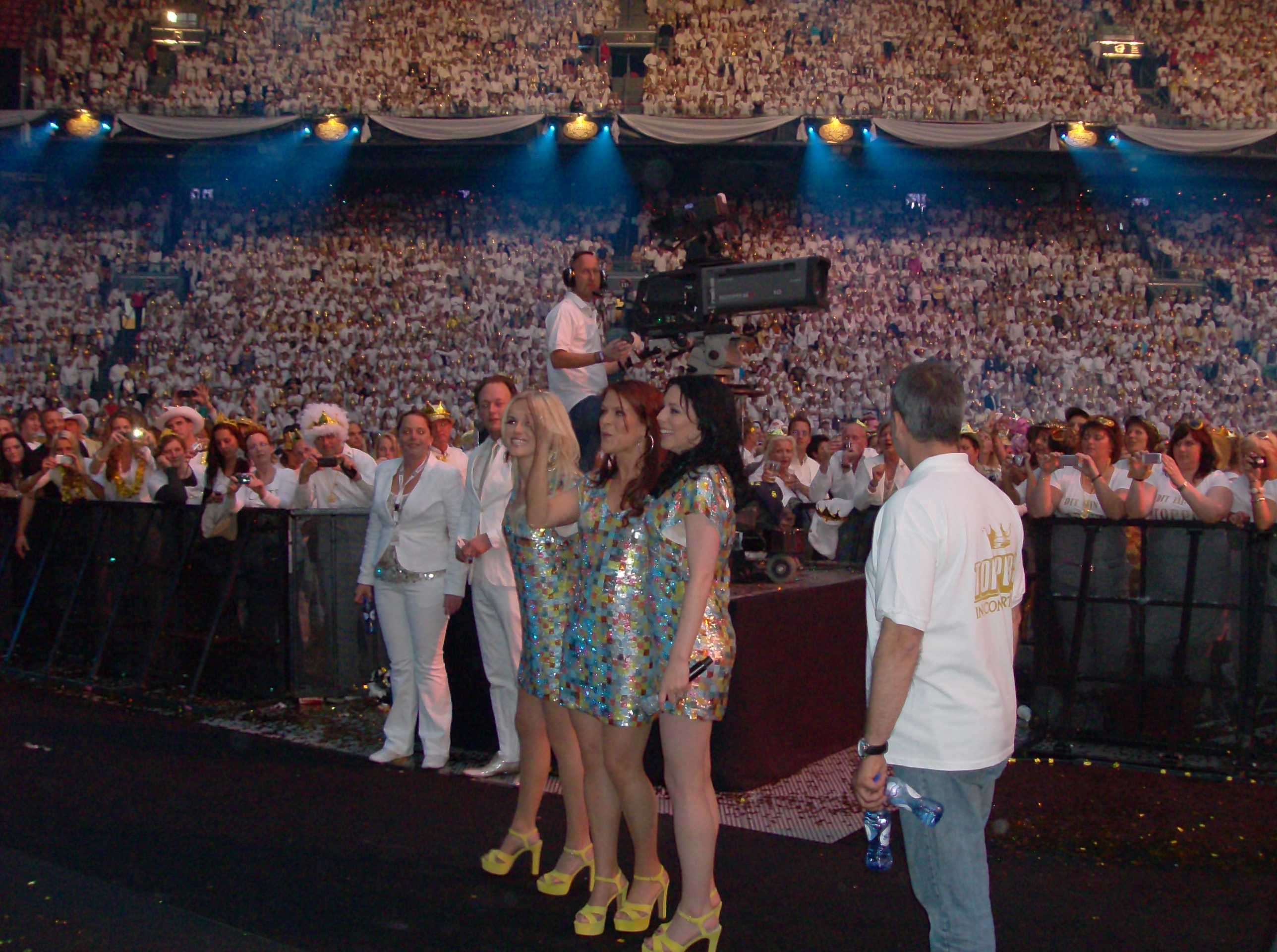
Josje Huisman, Karen Damen et Kristel Verbeke De Toppers à l'Amsterdam ArenA (2011)

### Le nouveau K3 (2015-2021)
Le 18 mars 2015, Damen, Verbeke et Huisman ont annoncé lors d'une conférence de presse qu'elles quittaient le groupe en déclarant: «Depuis que nous avons commencé, nous savions qu'il y aurait un moment où nous sentirions que c'était le bon moment pour arrêter; et bien, ce moment est maintenant présent». Le label de K3 a annoncé qu'il chercherait de nouveaux membres fin 2015. Une deuxième émission de télévision d'audition, K3 Zoekt K3, a été diffusée en automne pour trouver les nouveaux membres de K3. Le 6 novembre 2015, Hanne Verbruggen (belge, la rousse), Klaasje Meijer (néerlandaise, la blonde) et Marthe De Pillecyn (belge, la brune) ont été choisies comme successeurs de Karen, Kristel et Josje (respectivement) et deviendraient les nouveaux K3. Elles ont été choisies parmi 6 081 filles.
Kristel Verbeke a été leur manager pendant les deux premières années.
À partir de l'automne 2015, l'ancien K3 et le nouveau K3 sont partis en tournée ensemble. Pour Karen, Kristel et Josje, c'était une tournée d'adieu, pour le nouveau trio, c'était le début de leur nouvelle carrière. La tournée en occupation double a été un grand succès et a été prolongée, il y a également eu un spectacle spécial «soirée adulte» avec places debout.
Le premier album de Hanne, Klaasje et Marthe, 10.000 Luchtballonnen, a été en tête des charts en Belgique et aux Pays-Bas. En six ans, le groupe a sorti cinq autres albums. En 2016, leur propre série animée De Avonturen van K3 (Les aventures de K3) a été créée. La même année, un nouveau programme télévisé pour enfants intitulé Iedereen K3 (Tout le monde K3) est sorti. Il s'agissait du successeur de De wereld van K3 (Le monde de K3). Fin 2016, l'émission spéciale The Diary of K3 est sortie, dans laquelle K3 revient sur l'année écoulée. C'était une tradition annuelle jusqu'en 2018.
En 2017, K3 a commencé à faire du vlogging, un samedi sur deux, il y a (généralement) un nouveau vlog en ligne sur YouTube. La même année, les nouveaux K3 ont eu leur premier film intitulé K3 Love Cruise et il y a eu une émission spéciale sur VTM: Overal K3 (K3 partout), dans laquelle Hanne, Klaasje et Marthe se sont montrées davantage et ont parlé de l'impact de K3 sur leur vie privée.
La série de fiction K3 Roller Disco est sortie le 31 octobre 2018. Il s'agit d'un spin-off de "Hallo K3", incluant un même personnage et un même acteur de la sitcom. Pour la première fois de l'histoire, K3 a commencé à faire du roller, ce qui se reflète dans la série Roller Disco, leur clip vidéo de la chanson titre et sur scène lors de leur tournée en 2018. À partir de 2018, K3 est devenu juge/coach de télévision lors des saisons quatre et cinq de la version flamande de The Voice Kids.
En 2019, le groupe a célébré son 20e anniversaire avec un spectacle spectaculaire avec des stands mobiles, des scènes et des murs LED. Comprend une voiture en mouvement, des tenues lumineuses et plus de 80 danseurs. En mai, ils ont ouvert leurs propres montagnes russes à Plopsaland nommées «K3 Roller Skater» sur le thème de leurs patins à roulettes et de leur série de fiction.
Initialement, une nouvelle tournée était prévue au printemps 2020, mais en raison de la pandémie de Covid-19 en Europe, cette tournée a été reportée à l'automne 2021. En réponse à la crise, K3 a publié une nouvelle version de sa chanson «Handjes draaien» (Tourner les mains) intitulée «Handjes wassen» (Laver les mains) aux enfants pour leur expliquer un peu la maladie et leur apporter un certain soutien.
La même année, Hanne, Klaasje et Marthe enregistrent leur deuxième film de cinéma K3 Dans van de Farao (K3 Danse du Pharaon), entièrement dans le respect des règles du coronavirus, ce qui se remarque dans le film. Après un report, le film est sorti en juin 2021.
À partir de 2020, K3 fait partie de la série de jeux de rythme Just Dance avec leurs chansons «10.000 luchtballonnen» et «Dans van de Farao» dans Just Dance 2020 et Just Dance 2021, respectivement.

### Départ de Klaasje, arrivée de Julia (2021)
Le 9 février 2021, Klaasje a annoncé son départ de K3. «La vie de K3 est fantastique, mais je sens qu'il est temps maintenant de déployer mes ailes; tout comme il y a un début et une fin pour tout, le moment est venu pour moi de regarder plus loin et d'élargir mes horizons. Hanne et Marthe me manqueront énormément». Elle a rempli les horaires du groupe 2021 jusqu'au dernier trimestre, y compris une tournée d'adieu. La dernière représentation de Hanne, Klaasje et Marthe en tant que K3 a eu lieu le 6 novembre 2021 au Sportpaleis pour «Back to the Nineties and Nillies», la même date à laquelle elles sont devenues K3 il y a six ans.
Le label Studio 100 a annoncé qu'un nouveau membre serait sélectionné dans le cadre d'une émission de survie similaire à K2 zoekt K3 et K3 zoekt K3. Pour la première fois, les deux sexes sont qualifiés pour rejoindre le groupe. En septembre 2021, le nouveau «K2 zoekt K3» est apparu à la télévision belge et néerlandaise. Les émissions d'audition sont similaires à celles de The Voice. La finale a eu lieu le 27 novembre 2021, à laquelle Klaasje Meijer était également présente. Marthe De Pillecyn avait été testée positive au coronavirus et ne pouvait pas être présente physiquement, elle s'est produite par connexion vidéo. Finalement, c'est la néerlandaise Julia Boschman qui est devenue la gagnante, qui a été choisie comme nouveau membre de K3 parmi un total de 22 690 candidats.

### De nouveaux succès (2022-)
Le premier single avec Boschman, 'Waterval', est sorti le soir même et a connu un grand succès. Il a également atteint la plus haute position dans les charts en Flandre. Il a remporté le prix de la «Chanson de l'année». L'album du même nom a également atteint un sommet dans les charts d'albums en Belgique et aux Pays-Bas, avec 12 000 000 de streams. Leur chanson 'Waterval' a ensuite été présentée dans Just Dance 2022.
Désormais avec Julia, elles étaient à nouveau juges/coachs de télévision de The Voice Kids en Flandre pour la saison 6 et elles ont également continué à faire du vlogging et à sortir des clips musicaux de leurs chansons. La première tournée de spectacles de Hanne, Marthe et Julia ensemble a débuté le 4 mars 2022 en Belgique. Elles ont également fait un concert spécial en direct en juillet. Après l'été, leur tournée de spectacles s'est poursuivie aux Pays-Bas, mais après un certain nombre de spectacles, il s'est avéré trop difficile pour Hanne Verbruggen, très enceinte, de continuer. Après quoi, il a été décidé en octobre que Diede van den Heuvel, finaliste de K2 zoekt K3, la remplacerait pour le reste des spectacles de la tournée 2022.
La chanson et l'album «Vleugels» sont sortis en novembre, pour lesquels ils ont reçu un disque d'or. La chanson a ensuite été présentée dans Just Dance 2023 Edition, où ils apparaissent comme les danseurs d'une «version VIP», au lieu des coachs Just Dance typiques. Comme Hanne était encore enceinte pendant le processus de production, c'était la première carte Just Dance à présenter un coach visiblement enceinte.
La même année, une nouvelle émission télévisée, K3 Vriendenboek ('Livre des amis K3') est sortie, dans laquelle ils vivent des aventures avec des enfants plus âgés. Pendant la chanson de fin de la performance de K3 au Grote Sinterklaas Show en décembre 2022, leur bonne amie et également la fille de leur patron, Marie Verhulst, a chanté pour Hanne, qui venait de donner naissance à son fils à ce moment-là. Le 3 décembre, une nouvelle émission spéciale a été diffusée à la télévision intitulée K3, één jaar later ('K3, un an plus tard') dans laquelle ils revenaient sur la première année avec Julia. Y compris tout le processus de grossesse d'Hanne et la visite de maternité des deux "tantes".
En février 2023, après avoir retrouvé Hanne après son congé de maternité, leur deuxième tournée de concerts «Vleugels» a commencé et ils ont fait partie de la saison 9 de Liefde voor muziek, la version flamande de The Best Singers. Un an plus tard, ils ont participé à nouveau à l'édition anniversaire de la saison 10.

## Membres
| Nom                | Date de naissance | Lieu de naissance      |
| ------------------ | ----------------- | ---------------------- |
| Marthe De Pillecyn | 16 juillet 1996   | Duffel, Belgique       |
| Hanne Verbruggen   | 3 mars 1994       | Malines, Belgique      |
| Julia Boschman     | 8 juin 2002       | Berg-op-Zoom, Pays-Bas |

Signature

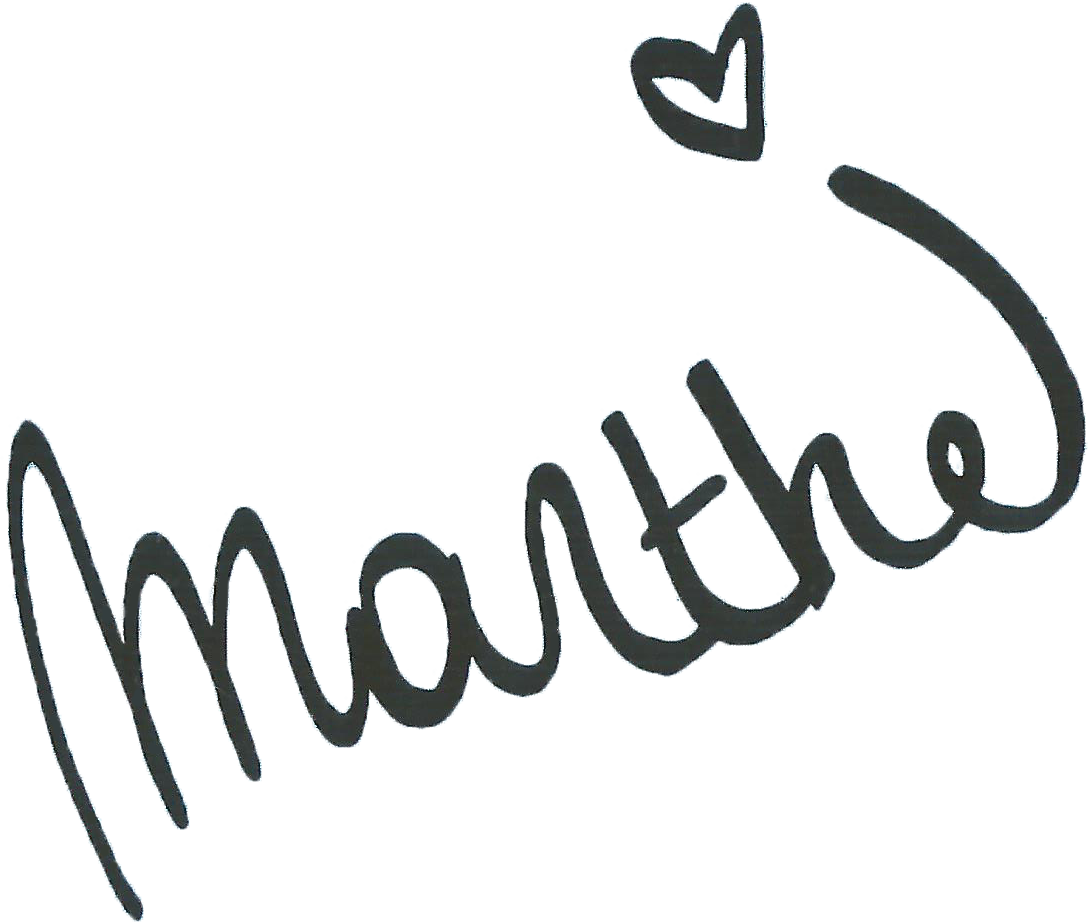
Marthe De Pillecyn

Anciens membres
| Nom             | Date de naissance | Lieu de naissance   |
| --------------- | ----------------- | ------------------- |
| Kathleen Aerts  | 18 juin 1978      | Geel, Belgique      |
| Karen Damen     | 28 octobre 1974   | Wilrijk, Belgique   |
| Josje Huisman   | 16 février 1986   | Heusden, Pays-Bas   |
| Klaasje Meijer  | 2 mars 1995       | Lutjegast, Pays-Bas |
| Kristel Verbeke | 10 décembre 1975  | Hamme, Belgique     |

| Membre             | '98 | '99 | '00 | '01 | '02 | '03 | '04 | '05 | '06 | '07 | '08 | '09 | '09 | '10 | '11 | '12 | '13 | '14 | '15 | '16 | '17 | '18 | '19 | '20 | '21 | '21 | '22 | '23 | '24 |
| ------------------ | --- | --- | --- | --- | --- | --- | --- | --- | --- | --- | --- | --- | --- | --- | --- | --- | --- | --- | --- | --- | --- | --- | --- | --- | --- | --- | --- | --- | --- |
| Kathleen Aerts     |     |     |     |     |     |     |     |     |     |     |     |     |     |     |     |     |     |     |     |     |     |     |     |     |     |     |     |     |     |
| Karen Damen        |     |     |     |     |     |     |     |     |     |     |     |     |     |     |     |     |     |     |     |     |     |     |     |     |     |     |     |     |     |
| Kristel Verbeke    |     |     |     |     |     |     |     |     |     |     |     |     |     |     |     |     |     |     |     |     |     |     |     |     |     |     |     |     |     |
| Josje Huisman      |     |     |     |     |     |     |     |     |     |     |     |     |     |     |     |     |     |     |     |     |     |     |     |     |     |     |     |     |     |
| Klaasje Meijer     |     |     |     |     |     |     |     |     |     |     |     |     |     |     |     |     |     |     |     |     |     |     |     |     |     |     |     |     |     |
| Hanne Verbruggen   |     |     |     |     |     |     |     |     |     |     |     |     |     |     |     |     |     |     |     |     |     |     |     |     |     |     |     |     |     |
| Marthe De Pillecyn |     |     |     |     |     |     |     |     |     |     |     |     |     |     |     |     |     |     |     |     |     |     |     |     |     |     |     |     |     |
| Julia Boschman     |     |     |     |     |     |     |     |     |     |     |     |     |     |     |     |     |     |     |     |     |     |     |     |     |     |     |     |     |     |

## Discographie
Pour la discographie complète voir: K3 discography
| Album                      | Date de sortie    | Belgique (Ultratop) | Belgique (Ultratop) | Belgique (Ultratop)                      | Pays-Bas (MegaCharts) | Pays-Bas (MegaCharts) | Pays-Bas (MegaCharts) |
| Album                      | Date de sortie    | Meilleure position  | Semaines            | Certification BEA                        | Meilleure position    | Semaines              | Certification NVPI    |
| -------------------------- | ----------------- | ------------------- | ------------------- | ---------------------------------------- | --------------------- | --------------------- | --------------------- |
| Parels                     | 7 octobre 1999    | 2                   | 26                  | double platine                           | -                     | -                     | or                    |
| Alle Kleuren               | 12 septembre 2000 | 1 (6 semaines)      | 66                  | quintuple platine meilleures ventes 2000 | 1 (4 semaines)        | 81                    | platine               |
| Tele Romeo                 | 31 août 2001      | 1 (9 semaines)      | 54                  | quadruple platine                        | 1 (2 semaines)        | 56                    | platine               |
| Verliefd                   | 6 septembre 2002  | 1 (3 semaines)      | 21                  | double platine                           | 1 (4 semaines)        | 34                    | double platine        |
| Oya Lele                   | 6 septembre 2003  | 1 (2 semaines)      | 31                  | platine                                  | 1 (4 semaines)        | 34                    | -                     |
| De Wereld Rond             | 6 septembre 2004  | 2                   | 23                  | or                                       | 1 (2 semaines)        | 33                    | -                     |
| Kuma He                    | 3 octobre 2005    | 1 (3 semaines)      | 24                  | or                                       | 1 (1 semaine)         | 40                    | or                    |
| Ya Ya Yipee                | 4 septembre 2006  | 1 (1 semaine)       | 27                  | platine                                  | 1 (1 semaine)         | 17                    | -                     |
| Kusjes                     | 22 octobre 2007   | 4                   | 29                  | platine                                  | 2                     | 32                    | -                     |
| MaMaSé!                    | 23 novembre 2009  | 1 (7 semaines)      | 102                 | quadruple platine meilleures ventes 2010 | 1 (6 semaines)        | 106                   | platine               |
| Eyo!                       | 18 novembre 2011  | 1 (1 semaine)       | 45                  | platine                                  | 1 (1 semaine)         | 45                    | platine               |
| Engeltjes                  | 26 novembre 2012  | 2                   | 45                  | platine                                  | 1 (1 semaine)         | 46                    | platine               |
| Loko le!                   | 22 novembre 2013  | 4                   | 75                  | or                                       | 4                     | 59                    | -                     |
| 10.000 Luchtballonnen      | 17 décembre 2015  | 1 (5 semaines)      | 112                 | octuple platine meilleures ventes 2015   | 2                     | 75                    | -                     |
| Ushuaia                    | 10 novembre 2016  | 1 (2 semaine)       | 65                  | quadruple platine                        | 3                     | 62                    | -                     |
| Love Cruise                | 17 novembre 2017  | 1 (6 semaines)      | 72                  | double platine                           | 4                     | 20                    | -                     |
| Roller Disco               | 17 novembre 2018  | 1 (3 semaines)      | 53                  | double platine                           | 3                     | 16                    | -                     |
| Dromen                     | 23 novembre 2019  | 1 (1 semaine)       | 60                  | platine                                  | 3                     | 10                    | -                     |
| Dans van de Farao          | 13 novembre 2020  | 1 (3 semaines)      | 63                  | or                                       | 5                     | 8                     | -                     |
| Waterval                   | 17 décembre 2021  | 1 (7 semaines)      | 94                  |                                          | 2                     | 24                    |                       |
| Vleugels                   | 18 novembre 2022  | 1 (2 semaines)      | 48                  |                                          | 2                     | 9                     |                       |
| Het lied van de zeemeermin | 22 novembre 2024  | 1 (1 semaine)       | 24                  |                                          | 11                    | 1                     |                       |

## Filmographie
| Title                              | Traduction                           | Date de sortie    | Observation      | Entrées (NL) | Recettes (NL) |
| ---------------------------------- | ------------------------------------ | ----------------- | ---------------- | ------------ | ------------- |
| Doornroosje, de musical            | La belle au bois dormant, le musical | 23 janvier 2003   | Comédie musicale | -            | -             |
| De 3 biggetjes, de musical         | Les trois petits cochons, le musical | 30 octobre 2003   | Comédie musicale | -            | -             |
| K3 en het Magische Medaillon       | K3 et le médaillon magique           | 29 septembre 2004 | Premier film     | 346 698      | 1 928 394     |
| Piet Piraat en het vliegende schip | Piet Pirate et le vaisseau volant    | 11 octobre 2006   |                  | 73 000       | 426 000       |
| K3 en het ijsprinsesje             | K3 et la petite princesse de glace   | 20 juillet 2006   |                  | 323 541      | 1 773 708     |
| K3 en de Kattenprins               | K3 et le prince-chat                 | 19 décembre 2007  |                  | 101 000      | 637 000       |
| K3 Bengeltjes                      |                                      | 12 décembre 2012  |                  | 139 866      | 1 536 979     |
| K3 Dierenhotel                     |                                      | 12 février 2014   |                  | 215 739      | 1 477 658     |
| K3 Love Cruise                     |                                      | 9 décembre 2017   |                  | 130 052      | 936 875       |
| K3: Dans van de farao              |                                      | 5 juin 2021       |                  | 48 737       | 388 062 €     |
| K3 en het lied van de zeemeermin   |                                      | 29 janvier 2025   |                  | -            | 715 839 €     |